# Paco Flores (periodista)
Francisco José Flores Cabral (Lima, 17 de marzo de 1982), conocido simplemente como Paco Flores, es un fotógrafo, escritor, diseñador, periodista y presentador de televisión peruano. Fue imagen principal de los noticieros de Panamericana Televisión, así como jefe de redacción web del canal.

## Biografía
Francisco «Paco» Flores nació en el distrito de Miraflores, Lima, el 17 de marzo de 1982. Estudió en la Facultad de Ciencias y Artes de la Comunicación en la Pontificia Universidad Católica del Perú, bajo la especialidad de Periodismo, egresando en 2003. Ese mismo año, se vuelve colaborador de la revista Semana, de Colombia.
En 2005, ingresa a la televisión como asistente de investigación y reportero de Canal N, laborando en el programa La hora N, un programa de análisis político y económico. 
En 2007, trabajó como reportero del noticiero 90 segundos, por Latina Televisión. En 2009, dejó la televisora, dirigiéndose ese mismo año a Barcelona, España, a estudiar una maestría en Diseño y Gestión de producción audiovisual en la Universidad Autónoma de Barcelona. Durante ese periodo, se volvió asistente de producción en WAI Entertainment.
En 2011, regresó al Perú y retornó a Latina Televisión como administrador web periodístico, haciéndose cargo de la página oficial del canal y de las redes sociales de los programas periodísticos. Al año siguiente, se vuelve docente en el instituto Toulouse Lautrec.
En 2013, renuncia a Latina y se vuelve reportero de 24 horas, en Panamericana Televisión. En 2014, asume el cargo de jefe de contenidos digitales del canal, encargándose de la creación, desarrollo y manejo de la estrategia de las redes sociales de la televisora. Ese mismo año, se vuelve conductor de 24 horas mediodía y de El dominical de Panamericana, ambos programas conducidos por él hasta julio de 2022.
En 2016, se vuelve conductor, director y productor de los programas Conoce a tu candidato y No me digas qué, dime cómo, transmitiéndose por las plataformas digitales de Panamericana. Ambos programas estuvieron realizados en concordancia con las elecciones políticas de aquel año.
En 2018, presentó su primer libro: Así es la tele: el periodismo detrás de las pantallas contado por sus protagonistas. En él, cuenta detalles de su experiencia y la de otros siete periodistas en la televisión, cómo son frente a cámaras y cómo puede entenderse su labor informativa y su relación con el poder político. De hecho, Flores quiso desmentir el estereotipo de que los periodistas son subordinados de los propietarios de los canales. La obra fue presentada en la Feria Internacional del Libro de Lima.
En 2022, luego de nueve años, anunció su retiro de la conducción de los noticieros de Panamericana Televisión.

## Vida personal
En octubre de 2018, vía Twitter, hizo pública su homosexualidad, recibiendo mensajes de apoyo por parte de los internautas de la referida red social.

## Televisión

### Presentador
- 24 horas mediodía (Panamericana Televisión, 2014-2022)
- El dominical de Panamericana (Panamericana Televisión, 2014-2022)
- Al vuelo (Nativa TV, 2023)

### Reportero
- La hora N (Canal N, 2005-2007)
- 90 segundos (Latina Televisión, 2007-2009)
- Punto final (Latina Televisión, 2012)
- 24 horas (Panamericana Televisión, 2013-2014)

## Publicaciones
- Así es la tele
- Borrón y cuentos nuevos
- Perú en cuarentena